# Axel Jungbluth
Axel Jungbluth (* 29. Juni 1944; † 24. März 1989) war ein deutscher Jazzmusiker (Piano, Arrangement, Komposition) und Lehrbuchautor.
Jungbluth absolvierte ein Musiklehrer- und ein Tonsatzstudium am Robert-Schumann-Konservatorium in Düsseldorf. Er verfasste dann Kompositionen und Arrangements für Rundfunkorchester und Schallplattenproduktionen und war erstmals 1965 als Pianist an der Aufnahme einer Jazzmesse beteiligt. Bis 1973 absolvierte er ein Aufbaustudium in Jazzkomposition und Arrangement am Berklee College of Music in Boston bei Gary Burton und Herb Pomeroy. Kurzzeitig lehrte er am Berklee College Ensembleleitung, Theorie und Klavier. Zurück in Europa war er als Lehrer für Theorie, Komposition, Arrangement, Improvisation und Jazz-Piano zunächst an der Swiss Jazz School in Bern tätig, bevor er an der Hochschule für Musik und Tanz Köln (und dessen „Ableger“ in Wuppertal) lehrte.
Jungbluth veröffentlichte bei Verlag Schott mehrere Lehrbücher zur Harmonielehre des Jazz, insbesondere seine Jazz-Harmonielehre (Theoretische Grundlagen und praktische Anwendung bzw. Funktionsharmonik und Modalität; 1981, Neuauflage 2001) und Praxis Jazz-Harmonisation. Anleitung zum Harmonisieren (1989). Er schrieb auch Kompositionen für die Lehre wie Play Swing und Play Bossa Nova (jeweils für fünf Gitarren und Rhythmusgruppe ad libitum).